# Kubena
La Kubena (in russo Кубена?) è un fiume della Russia europea settentrionale, tributario del lago Kubenskoe (bacino della Dvina Settentrionale). Scorre nell'Oblast' di Arcangelo e in quello di Vologda.

## Descrizione
Il fiume ha origine sull'altopiano di Konoša, a sud del villaggio di Konoša. Dalla sorgente scorre in direzione sud, il canale è tortuoso, la corrente è veloce, lungo il canale ci sono massi. Le rive del Kubena sono alte e boscose. Scorre in seguito in direzione sud-orientale, poi meridionale e infine sud-occidentale. Nel corso inferiore dopo aver attraversato la città di Charovsk la corrente del fiume si calma e il canale si espande fino a 200-300 metri; quando sfocia nel lago Kubenskoe (sul lato orientale), forma un vasto delta con una complessa configurazione di canali. All'inizio del delta si trova il villaggio di Ust'e. Il fiume ha una lunghezza di 386 km. L'area del suo bacino è di 11 000 km². È navigabile nei tratti inferiori. 
I maggiori affluenti sono Kicht', Sit' (provenienti dalla destra idrografica), Sjamžena, Ëmba e Votča (dalla sinistra).